# Cristina, l'Europa siamo noi
Cristina, l'Europa siamo noi è una serie televisiva italiana, trasmessa su Rete 4 nell'autunno 1991 in fascia pre-serale con protagonista Cristina D'Avena, diretta da Francesco Vicario, all'interno del programma I Cartonissimi. È l'ultima serie della saga televisiva iniziata con Arriva Cristina. La serie andò in onda dalle 19:00 alle 19:30 e, a causa del cambio di orario e di rete, ebbe un successo inferiore rispetto alle precedenti seppur registrando una media di 1.200.000 spettatori.

## Trama
Cristina, con Francesca e Giulia, lascia la sua casa e si trasferisce dai nonni di quest'ultima, e successivamente inizia a lavorare come cantante e conduttrice televisiva, conoscendo Edoardo, un ragazzo che diventerà il suo fidanzato e manager.

## Episodi
| Stagione       | Episodi | Prima TV |
| -------------- | ------- | -------- |
| Stagione unica | 36      | 1991     |

## Produzione
Gli attori Adolfo Fenoglio e Grazia Migneco, che interpretavano rispettivamente lo zio Carlo e la tata nelle serie precedenti, sono apparsi come guest star nell'episodio Parenti in visita.
A differenza delle tre precedenti serie Cristina, l'Europa siamo noi era in presa diretta. Il titolo è legato all'attesa per l'inizio dell'Unione europea, previsto per il 1992.

## Colonna sonora
Il relativo album dal titolo Cristina, l'Europa siamo noi contiene tutte le canzoni interpretate nella serie. Nel dicembre del 2010 l'album è stato ristampato per la seconda volta su CD all'interno del cofanetto Arriva Cristina Story, box da 4 dischi contenente le ristampe delle colonne sonore delle quattro serie di telefilm ispirate al personaggio di Cristina D'Avena.
La sigla iniziale, intitolata L'Europa siamo noi, è scritta da Alessandra Valeri Manera e composta da Carmelo Carucci e cantata dalla stessa Cristina D'Avena, ed è presente nell'album Fivelandia 9 - Le più belle sigle originali dei tuoi amici in TV come traccia 8 dopo Quando è in onda Bim Bum Bam; quella finale, intitolata I nonni ascoltano, ha gli stessi autori e la stessa interprete, ed è anch'essa nello stesso album, presente invece come traccia 4 dopo Il mistero della pietra azzurra.
Inizialmente la sigla iniziale sarebbe dovuta essere Cristina grande sorellina, la cui base musicale è stata usata comunque come musica di sottofondo negli episodi del telefilm, ed è stata reincisa con un altro testo come sigla italiana della serie animata Bentornato Topo Gigio. La prima incisione del brano è stata pubblicata per la prima volta soltanto nel 2022 nell'album 40 - Il sogno continua.